# インターナショナルジョッキーズチャンピオンシップ
インターナショナルジョッキーズチャンピオンシップ（International Jockeys' Championship、國際騎師錦標賽）は、香港ジョッキークラブがハッピーバレー競馬場で例年12月に開催する競馬の騎手招待競走である。例年香港国際競走施行日直前の水曜日に開催されている。

## 対象競走
全4競走で構成されており、各競走で獲得したポイントの合計により優勝騎手を決定する。ポイントは1〜3着の騎手にそれぞれ12・6・4点が付与される。また合計ポイントが同点の場合は、4着以内で上位での入着回数が多い順に総合順位が決定される。なお2007年以前のポイントは1〜5着の騎手にそれぞれ12・6・4・3・2点が付与される方式だったが、2008/09シーズンより「ジョッキーチャレンジ」（新設馬券）の導入により、ポイントの計算はジョッキーチャレンジと同じルールが変更された。
※各競走の施行順・距離は2019年のもの
- インターナショナルジョッキーズチャンピオンシップ第1戦（1st Leg、芝1000メートル・クラス4）
- インターナショナルジョッキーズチャンピオンシップ第2戦（2nd Leg、芝1650メートル・クラス4）
- インターナショナルジョッキーズチャンピオンシップ第3戦（3rd Leg、芝1650メートル・クラス3）
- インターナショナルジョッキーズチャンピオンシップ第4戦（4th Leg、芝1800メートル・クラス2）

## 優勝騎手
| 回数   | 施行日         | 優勝騎手                   | 代表国           |
| ------ | -------------- | -------------------------- | ---------------- |
| 第1回  | 1998年12月9日  | オリビエ・ペリエ           | フランス         |
| 第2回  | 1999年12月8日  | ランフランコ・デットーリ   | アラブ首長国連邦 |
| 第3回  | 2000年12月13日 | アンドレアシュ・シュタルケ | ドイツ           |
| 第4回  | 2001年12月12日 | ランフランコ・デットーリ   | アラブ首長国連邦 |
| 第5回  | 2002年12月11日 | ダグラス・ホワイト         | 香港             |
| 第6回  | 2003年12月10日 | ダミアン・オリヴァー       | オーストラリア   |
| 第7回  | 2004年12月8日  | クリストフ・スミヨン       | フランス         |
| 第7回  | 2004年12月8日  | 武豊                       | 日本             |
| 第8回  | 2005年12月7日  | アンドレアシュ・シュタルケ | ドイツ           |
| 第9回  | 2006年12月6日  | オリビエ・ペリエ           | フランス         |
| 第10回 | 2007年12月5日  | ダグラス・ホワイト         | 香港             |
| 第11回 | 2008年12月10日 | ダグラス・ホワイト         | 香港             |
| 第12回 | 2009年12月9日  | クリストフ・ルメール       | フランス         |
| 第12回 | 2009年12月9日  | ライアン・ムーア           | イギリス         |
| 第12回 | 2009年12月9日  | ジョニー・ムルタ           | アイルランド     |
| 第13回 | 2010年12月8日  | ライアン・ムーア           | イギリス         |
| 第14回 | 2011年12月7日  | ランフランコ・デットーリ   | イギリス         |
| 第15回 | 2012年12月5日  | ジョアン・モレイラ         | シンガポール     |
| 第16回 | 2013年12月4日  | ケリン・マカヴォイ         | オーストラリア   |
| 第17回 | 2014年12月10日 | 福永祐一                   | 日本             |
| 第18回 | 2015年12月9日  | ギャヴィン・レレナ         | 南アフリカ共和国 |
| 第19回 | 2016年12月7日  | ヒュー・ボウマン           | オーストラリア   |
| 第20回 | 2017年12月6日  | ザカリー・パートン         | 香港             |
| 第21回 | 2018年12月5日  | シルベストル・デ・ソウサ   | イギリス         |
| 第22回 | 2019年12月4日  | カリス・ティータン         | 香港             |
| 第23回 | 2020年12月9日  | ザカリー・パートン         | 香港             |
| 第24回 | 2021年12月8日  | ザカリー・パートン         | 香港             |
| 第25回 | 2022年12月7日  | シルベストル・デ・ソウサ   | イギリス         |
| 第25回 | 2022年12月7日  | トム・マーカンド           | イギリス         |
| 第26回 | 2023年12月6日  | チャクイウ・ホー           | 香港             |
| 第27回 | 2024年12月4日  | ミカエル・バルザローナ     | フランス         |

※2000年以降の代表国は香港ジョッキークラブ発表に拠る

## 日本からの出場騎手
日本からは第1回から毎年出場しており、第7回では武豊、第17回では福永祐一が総合優勝を果たしている。
| 回数   | 出場騎手             | 総合順位        |
| ------ | -------------------- | --------------- |
| 第1回  | 横山典弘             | 4位             |
| 第2回  | 菊沢隆徳             |                 |
| 第3回  | 武豊                 | 8位             |
| 第4回  | 武豊                 | 10位            |
| 第5回  | 武豊                 | 3位             |
| 第6回  | 武豊                 | 5位             |
| 第7回  | 武豊                 | 優勝（同点1位） |
| 第8回  | 武豊                 | 11位            |
| 第9回  | 武豊                 | 4位             |
| 第10回 | 岩田康誠             | 8位             |
| 第11回 | 岩田康誠             | 7位             |
| 第12回 | 岩田康誠             | 9位             |
| 第13回 | 内田博幸             | 5位             |
| 第14回 | 福永祐一             | 12位            |
| 第15回 | 福永祐一             | 6位             |
| 第16回 | 浜中俊               | 7位             |
| 第17回 | 福永祐一             | 優勝            |
| 第18回 | 戸崎圭太             | 3位             |
| 第19回 | 戸崎圭太             | 3位             |
| 第19回 | ミルコ・デムーロ     | 3位             |
| 第20回 | 戸崎圭太             | 7位             |
| 第21回 | 武豊                 | 8位             |
| 第21回 | クリストフ・ルメール | 10位            |
| 第22回 | 川田将雅             | 5位             |
| 第24回 | 川田将雅             | 9位             |
| 第26回 | 川田将雅             | 7位             |
| 第27回 | 川田将雅             | 11位            |